# Kritisch denken
Kritisch denken of een kritische houding, is een vaardigheid die aangeleerd en gebruikt kan worden om te beslissen of een bewering waar, gedeeltelijk waar, of fout is en of een redenering geldig is. Kritisch denken biedt handvatten om de natuurlijke, menselijke neiging, om iets voetstoots aan te nemen te beteugelen, en helpt onlogische redeneringen en denkfouten te herkennen en te voorkomen. Een kritische houding is, als wetenschappelijk skepticisme, onderdeel van de wetenschappelijke methode.

## Geschiedenis en etymologie
Het woord 'kritisch' is afkomstig van Oudgrieks 'kritikos', dat in staat om te onderscheiden betekent.
Kritisch denken is waarschijnlijk zo oud als de mensheid. Boeddha (voornamelijk in de Kalama Sutta en de Abhidharma) en Socrates gebruikten al kritische vragen om te bepalen of op autoriteit gebaseerde kennis rationeel, helder en logisch consistent kan worden gerechtvaardigd.
De discipline van het kritisch denken werd sterk beïnvloed door de opkomst van de moderne wetenschappen. Van Galileo Galilei is bekend dat hij van het autoriteitsargument van de oude Griekse filosofen afstapte en overging tot empirisch onderzoek. Later kreeg de methode van het kritisch denken meer vaste vorm, naar aanleiding van de successen die de moderne wetenschap boekte. Vooral de filosoof Karl Popper was onder de indruk van de nieuwe, natuurkundige inzichten uit de relativiteitstheorie en de kwantummechanica, die een aantal oude paradigma’s onderuithaalden. Dat deed hem nadenken over hoe echte kennis van foute kennis kan onderscheiden worden, wat leidde tot zijn formulering van het demarcatiecriterium. Poppers ideeën werden later door andere filosofen (waaronder Willard Van Orman Quine) bekritiseerd, omdat een theorie nooit alleen staat.

## Betekenis
Kritisch denken verduidelijkt doelen, onderzoekt aannames, onderscheidt verborgen waarden, evalueert het bewijs, en beoordeelt de conclusies.
De uitdrukking "kritisch denken" verwijst naar het nadenken over een probleem, een vraag of een aandachtspunt in al zijn facetten. "Kritisch" betekent hier niet "afkeurend" of "negatief". Kritisch denken heeft een brede toepassing, in de juridische wereld is het bijvoorbeeld belangrijk bij het analyseren van een misdaad, in de geneeskunde bij het stellen van een juiste diagnose, en in de opinievorming bij het vormen van een eigen mening.

## Uitgangspunten en houdingen

### Bereidheid om zichzelf te bekritiseren
Kritisch denken is de bereidheid om zijn eigen redeneringen kritisch te evalueren, en zijn overtuigingen voortdurend te toetsen aan de argumenten van anderen. 
De focus ligt daarbij op het aanleren en het ontwikkelen van de intentie om naar waarheid te zoeken, een open geest te hebben, systematisch en analytisch te leren redeneren, en voorzichtig te zijn in het trekken van conclusies. Anders liggen diverse vormen van zelfbedrog en geslotenheid van geest op de loer, zowel individueel als collectief.

### Reflectief denken
Kritisch denken is gebaseerd op zelfcorrigerende concepten en principes, niet op hard en snel, maar op stap-voor-stapprocedures. Het leidt dus niet naar absolute zekerheden, maar het is een voortschrijdend proces waarbij men steeds dichter bij de waarheid komt (zie het demarcatieprobleem).

### Competentie
Kritisch denken is samengesteld uit logisch redeneren, duidelijkheid, geloofwaardigheid, nauwkeurigheid, relevantie, en billijkheid.
Floris van den Berg stelt dat kritisch denken geholpen wordt door een aantal factoren: kennis van de randvoorwaarden, het gevolgd hebben van een wetenschappelijke opleiding, kennis van de psychologie (tegen cognitieve vooringenomenheden), scepticisme, kennis van de filosofie en de retoriek, algemene rationaliteit, moed (om te denken), kennis van de argumentatietheorie en de logica, en rekenvaardigheid.

## Onderzoek
Daniel Kahneman heeft samen met Amos Tversky onderzoek gedaan naar de rationaliteit van het menselijk denken. Kahnemen en Tversky stelden vast dat rationeel denken niet in de natuur van de mens zit. Volgens Kahneman bestaat de gedachtewereld van de mens uit twee systemen, een 'systeem 1' en een 'systeem 2'. Systeem 1 is de snelle, intuïtieve methode, die vanzelf komt en niet aan- of uitgezet kan worden. Dit systeem werkt goed, maar in complexe problemen faalt het omdat het vooral gebaseerd is op patroonherkenning. Systeem 2 is het tragere, bewuste proces dat bijvoorbeeld wordt gebruikt om een complexe vermenigvuldiging op te lossen. Het is lastig en vereist discipline. Hun bevindingen tonen het belang aan van goede technieken om kritisch te denken.

## In het onderwijs
Kritisch Denken is een Engels onderwijsproject voor het ontwikkelen van denkvaardigheden bij de leerling. Centraal staat het ontwikkelen van een vragende houding bij de leerling. Door het stellen van vragen worden betekenis en definities aangeleerd, stellingen en de kwaliteit van argumenten onderzocht, en vooronderstellingen, uitgangspunten, stereotyperingen, emoties en waarden onderkend.
De filosoof en pedagoog John Dewey was een van de educatieve leiders die erkende dat een curriculum, gericht op het opbouwen van denkvaardigheden, niet alleen voor de individuele leerling voordelig zou zijn, maar voor de gemeenschap en de hele democratie.
De leraar die het kritisch denken onderwijst, verlangt van de student  dat deze intellectueel betrokken en zelfdenkend is, en zelf kennis vergaart. De docent daagt de student uit met vragen die de reflectie bevorderen, en motiveert de student om zich de belangrijkste onderliggende begrippen en principes van het onderwerp eigen te maken.
Studenten die in 2016 of later zijn gestart in het middelbaar beroepsonderwijs, krijgen verplicht expliciet les in deze thematiek.